# بلدة العارضة
العارضة هي بلدة تقع في محافظة مادبا (ذيبان) غرب الأردن .
تضم البلدة عدة مراكز شبابية وجمعيات محلية نسائية تدعم المشاريع الزراعية والإنتاجية المختلفة مثل جمعية سيدات اليسرى الخيرية التي تهدف إلى مساعدة الأسر الفقيرة وذوي الدخل المحدود ، ودعم طلاب الجامعات ، ودمج ذوي الاحتياجات الخاصة بالمجتمع المحلي.